# Roger Vekemans
Roger Vekemans (Sint-Jans-Molenbeek, 12 december 1921 – Santiago, 23 oktober 2007) was een Belgisch jezuïet, vooral bekend door zijn activiteiten in Latijns-Amerika als een sleutelfiguur in de Latijns-Amerikaanse katholieke kerk tijdens de jaren 1960-1990.

## Levensloop
Vekemans werd geboren in een socialistisch Brussels gezin. Na de humaniora aan het Sint-Pieterscollege (Jette), die hij als primus beëindigde (retorica 1939), trad Vekemans in het seminarie van Mechelen in en volgde er twee jaar filosofie en een jaar theologie.
Op 7 september 1942 trad hij in Drongen in bij de jezuïeten. Hij studeerde, na het noviciaat, verder filosofie in Turnhout, Namen en Godinne en behaalde een licentiaat in deze discipline. In 1945-46 was hij klastitularis voor de Franstalige 3de Latijnse in het Sint-Jan Berchmanscollege (Brussel).
In 1946 vatte hij aan de Katholieke Universiteit Leuven de studies politieke en sociale wetenschappen aan en behaalde in het eerste jaar grote onderscheiding. Van 1947 tot 1951 deed hij verdere theologische studies en werd hij op 24 augustus 1949 door de Gentse bisschop Karel-Justinus Calewaert tot priester gewijd. Tijdens die periode behoorde hij tot een ploeg die huisbezoeken aflegde in de volksbuurt van de Bastinstraat in Leuven om er bejaarden, werklozen en kinderrijke gezinnen bij te staan en hun rechten en belangen te verdedigen.
In 1951-52 deed hij in Münster (Westfalen) zijn laatste proefjaar. Hij vervolgde zijn studies politieke en sociale wetenschappen aan de Universiteit van Nijmegen en bekroonde die met een doctoraat.
In 1956 vertrok hij naar het buitenland en, met af en toe een zeldzame terugkeer naar het vaderland, verbleef hij voortaan buiten België.
Door zijn oversten bestemd voor het sociaal apostolaat, ging hij stages lopen en lessen volgen van 1954 tot 1956 in het centrum ‘Action Populaire’ in Parijs, in Madrid en aan de Pauselijke Universiteit Gregoriana in Rome.

## Naar Chili
Halfweg de jaren vijftig klopte de provinciaal van de jezuïeten in Chili aan bij de generaal-overste Jean-Baptiste Janssens met een verzoek om ordegenoten uit Europa naar het woelige Chili te sturen. Janssens kende Vekemans persoonlijk en besloot hem af te staan aan Chili. Met zijn brede talenkennis (zeven talen vloeiend), zijn grondige kennis van het marxisme en zijn bekend organisatietalent leek hij hem een geschikte man. Eind 1956 vertrok hij naar Chili en nam zijn intrek in het Colegio Roberto Bellarmino in Santiago, waar hij een paar landgenoten aantrof: Josse van der Rest en Hubert Daubechies. Hij werd 'applicatus’ (d.w.z. in jezuïetentermen: een jezuïet die, hoewel lid blijvend van zijn oorspronkelijke provincie, een tijdlang naar een andere provincie wordt overgeheveld mét alle rechten en verplichtingen verbonden aan het volle lidmaatschap). Het Colegio bleef zijn thuis en uitvalsbasis tot in 1971.
Vekemans werd ingezet voor de ‘Promocion Popular’ of volksontwikkeling, het bewustmaken van het ongeletterde en verdrukte volk.
Hij werd directeur van het CIAS, Centrum van sociaal onderzoek en actie (1957-64) en rector binnen de katholieke universiteit van Santiago, van de School voor Sociologie (1959-64). Vanaf 1957 werkte hij mee aan het maandblad 'Mensaje', in 1951 opgericht door de in 2005 heilig verklaarde Padre Alberto Hurtado, en hielp het omvormen tot een van de invloedrijkste publicaties in Latijns-Amerika.
Omringd door een groeiende staf van specialisten op talrijke vakgebieden, coördineerde hij zijn activiteiten in het door hem opgerichte DESAL, het Centrum voor economische en sociale ontwikkeling voor Latijns-Amerika (1960-70). Hij ontwikkelde er de theorie van de marginaliteit die het overgrote deel van het door armoede getroffen volk omvatte, dat aan de rand van de maatschappij leefde. Ze daaruit bevrijden kon, volgens hem, door het ontwikkelen van een aantal initiatieven: bouw van goedkope woningen, coöperatieve productie-eenheden, gezondheidscentra, vormingssessies voor boeren, vakbondsleiders, buurtwerkers. DESAL (waarvan de slogan 'Revolutie in Vrijheid' later door de christendemocratie van Eduardo Frei werd overgenomen) was synoniem van progressief denken en handelen in de geest van de pauselijke sociale encyclieken.
Beroemd werden de ‘maandagen van Bellarmino’, waar deskundigen in sociale kwesties de actualiteit onder de loep namen. De 'padre' droeg ook elke zondag de Mis op voor jonge economisten en bestudeerde nadien met hen de kerkelijke documenten ter zake.
Vekemans liet zich ook in met de systematische aanleg van een uitgebreide bibliotheek over economie, sociologie, filosofie en theologie, die later gehuisvest werd in de bibliotheek van de universiteit Alberto Hurtado. Van 1967 tot 1970 was hij lid van de staf hoogleraren in de faculteit Theologie aan deze universiteit en doceerde er de sociale leer van de Kerk.
In 1964 had Eduardo Frei de verkiezingen gewonnen en velen wezen Vekemans aan als een van de grondleggers voor dit succes. Hij had de ideeën aangebracht voor de christendemocratie, onder meer in twee nummers van 'Mensaje' met als thema:
- Revolución en América latina. Vision cristiana, (december 1962)
- Reformas revolucionarias en América latina. Vision cristiana (oktober 1963).

De sociale problematiek beperkte zich uiteraard niet tot Chili, maar deed zich op een of andere manier voor in het ganse werelddeel. Oplossingen vereisten internationale aanpak. President John F. Kennedy had de Alianza para el Progreso opgericht en Vekemans drong aan opdat de armoede van de boeren en arbeiders in Zuid-Amerika niet over het hoofd gezien zou worden. Er werd ook beroep gedaan op de gulheid van de herrezen kerk in Duitsland, die mee profiteerde van het ‘Wirtschaftswunder’. Vekemans kende goed de aartsbisschop van Keulen, kardinaal Joseph Frings en overtuigde hem om prioritair Latijns-Amerika te helpen. In Chili zelf werkte hij vooral samen met kardinaal Raúl Silva Henríquez en met Manuel Larraín, de bisschop van Talca. Hij kreeg hierdoor zitting in tal van bisschoppelijke raden en commissies.

## Naar Colombia
In 1970 werd de socialist Salvador Allende tot president verkozen. Voor zijn marxistische aanhangers was de christendemocratie een doorn in het oog, vooral omwille van haar uitgesproken sociale bemoeienissen, die er een geduchte rivaal van maakte. Vekemans werd voor het regime ‘persona non grata’ en hij week uit naar Bogota. Hij richtte er onmiddellijk het CEDIAL op (Studiecentrum voor de ontwikkeling en integratie van Latijns-Amerika) en stichtte het driemaandelijkse tijdschrift Tierra Nueva.
Als voorstander van de 'Derde Weg' tussen communisme en kapitalisme, volgens de richtlijnen van de Kerk, werd hij stilaan een controversiële figuur die van opponerende kanten werd aangevallen. In de kringen van de politieke bevrijdingstheologie
werd hij beschouwd als het boegbeeld van de burgerlijke Kerk, terwijl hij door de rechtse politici werd gewantrouwd. In 1972 brak in Colombia een hetze tegen hem los en wilden sommigen hem als communist het land uitzetten.
In 1973 werd in Chili een militaire staatsgreep gepleegd en kwam een rechtse dictatuur aan de macht, onder de leiding van generaal Pinochet, die zich kon handhaven tot in 1990. Pas na die datum keerde Vekemans naar Chili terug.
De aanvallen namen toe en hij werd meer en meer afgeschilderd als een agent van de C.I.A. Hij verdedigde zich hiertegen in 1982 in het verweerschrift D.C. – CIA – Celam: autopsia del mito Vekemans.

## Laatste jaren
Hoewel hij in Latijns-Amerika actief bleef, eerst in Colombia en na 1990 weer in Santiago de Chile, werd Vekemans vanaf 1985 opnieuw lid van de Vlaamse jezuïetenprovincie. Dit liep samen met de activiteit die hij opnam als interim-voorzitter van Eglesia que sufre, Hulp aan de Kerk in Nood - Oostpriesterhulp.
Na zijn terugkeer in Latijns-Amerika bleef hij actief voor Eglesia que sufre tot 1994 en binnen het CEDIAL tot 1999. Gezondheidsproblemen verplichtten hem echter zijn activiteiten te verminderen. Van sociale en polemische geschriften schakelde hij over naar spiritualiteit en theologie. Hij bracht een vredige oude dag door in de jezuïetenresidentie van Santiago en overleed er onverwacht.

## Publicaties
- L'Amérique latine en devenir: économie, politique, religion, Paris, 1963
- Familia, modernización política y mutación cultural en América Latina, 1965
- Seminario de promoción popular (samen met Ramón Venegas C. Versión), 1966
- Algunos factores psico-sociales que condicionan el sub-desarrollo latinoamericano, 1967
- Iglesia y civilización, 1967
- Integración latinoamericana y solidaridad internacional, 1968
- Lo antidialectico en la dialectica de Marx , 1969
- 16 estudios de interpretación social latinoamericana (samen met Ismael Fuenzalida), 1969
- Marginality and ideology in Latin American development (samen met Jorge Giusti), 1969
- Iglesia y mundo político. Sacerdocio y política, 1970
- Agonía o resurgimiento?, 1970
- Marginalidad, promoción popular e integración latinoamericana (samen met Jorge Giusti en Ismael Silva Fuenzalida), 1970
- Iglesia y mundo político. Sacerdocio y política, 1971
- Caesar and God: the Priesthood and Politics, 1972
- Marginalidad, promoción popular y neo-marxismo, críticas y contracríticas (samen met Ismael Silva Fuenzalida), 1976.
- Teología de la liberación y cristianos por el socialismo, 1976
- Temi Roventi Alla Luce Del Cuore Di Cristo (samen met Joaquin Lepeley), 1976
- Doctrina social de la Iglesia, hoy, 1980
- D.C., C.I.A., CELAM, autopsia del mito Vekemans, 1982
- De mythe Vekemans - Christen-democratie, CIA - CELAM, uitgave Vic van Branteghem, 1985